# Plan de Gomboust

Plan de Gomboust

Le plan de Gomboust est un plan de la ville de Paris, en France, publié en 1652 par Jacques Gomboust.

## Description
Le plan de Gomboust représente la ville de Paris et ses faubourgs vers le milieu du XVIIe siècle. À la différence des plans de Paris de la même époque, il ne représente pas la ville en perspective cavalière, mais à plat. Le plan est orienté avec l'est-sud-est vers le haut de la carte, de façon à représenter la Seine comme s'écoulant de haut en bas.
Le plan représente la totalité de Paris dans ses limites du XVIIe siècle, formées par les enceintes de Philippe Auguste au sud de la Seine et de Louis XIII au nord. Les cours d'eau (Seine, Bièvre, etc.) sont indiqués, de même que les rues avec leur nom, les îles, les églises, les hôtels particuliers et certains jardins. 
Le plan mesure au total 1,37 m en hauteur sur 1,44 m en largeur ; il est composé de neuf feuilles.

## Historique
Jacques Gomboust fait graver le plan en 1652, après avoir consacré cinq années à le dresser. Il lui vaut de recevoir du roi de France Louis XIV le titre d'ingénieur pour l'élévation des plans des villes et des maisons royales.
Le plan a été gravé dans l'hôtel du Saint-Esprit, où logeait alors Gomboust et qui se trouvait dans le quartier Saint-Honoré à Paris.

### Lien annexe
- Plan de Gomboust en 4 planches sur le site Gallica